# Filippiada
Filippiada  este un oraș în Grecia în Prefectura Preveza.